# Protodendron bruuni
Protodendron bruuni är en korallart som beskrevs av Bayer 1995. Protodendron bruuni ingår i släktet Protodendron och familjen läderkoraller. Inga underarter finns listade i Catalogue of Life.